# 4287 Třísov
4287 Třísov è un asteroide della fascia principale. Scoperto nel 1989, presenta un'orbita caratterizzata da un semiasse maggiore pari a 2,2081884 UA e da un'eccentricità di 0,1862191, inclinata di 5,48853° rispetto all'eclittica.